# Avioane: Echipa de intervenții
Avioane: Echipa de intervenții (în engleză Planes: Fire & Rescue) este un film de animație din 2014, produs de Disney și lansat de către Walt Disney Pictures. Este continuarea filmului Avioane din 2013 și al doilea film din seria Avioane.